# Kh-47M2 Kinzhal
El Kh-47M2 Kinzhal (en ruso: Х-47М2 «Кинжал» «daga») es un misil Cuasi-Balistico Lanzado desde el aire (ALBM) con capacidad nuclear desarrollado por Rusia.
Tiene un alcance de 460-480km, velocidad Mach 10 y la capacidad de realizar maniobras evasivas en cada etapa de su vuelo. Puede transportar ojivas nucleares y convencionales y puede ser lanzado desde bombarderos Tu-22M3 o interceptores MiG-31K.
El Kinzhal entró en servicio en diciembre de 2017 y es una de las seis nuevas armas estratégicas rusas presentadas por el presidente ruso Vladímir Putin el 1 de marzo de 2018.

## Diseño
La primera etapa del misil probablemente es una versión del 9K720 Iskander, diseñado bajo la dirección técnica del ingeniero Valery M. Kashin ( KBM Kolomna) y producido en la planta de Vótkinsk. Es capaz de atacar objetivos fijos y móviles, acelera a velocidad hipersónica segundos después del lanzamiento, se eleva en la atmósfera como un misil balístico, y luego planea, pudiendo realizar maniobras en el camino a cambio de velocidad y altura.
Los medios rusos afirman que el alcance del misil es de 2.000 km cuando lo lleva el MiG-31K y de 3.000 km  cuando lo lleva el Tu-22M3, en ambos casos, estas cifras se obtienen añadiendo el radio de combate del avión al alcance del misil.  Su alcance una vez lanzado desde su avión se ha estimado entre 460 y 480 km, similar al del misil Iskander en el que, según se informa, se basa su diseño. 

## Historia operacional
La primera unidad operativa con los misiles hipersónicos Kinzhal se formó en el Distrito Militar del Sur en Ajtúbinsk en diciembre de 2017. En mayo de 2018, diez MiG-31K capaces de usar misiles Kinzhal estaban en servicio de combate experimental y listos para ser desplegados.
En diciembre de 2018, aviones armados con misiles Kinzhal ya habían realizado 89 vuelos de patrulla sobre el mar Negro y el mar Caspio. El arma hizo su debut público durante el concurso internacional Aviadarts en agosto de 2019.
El día 19 de marzo del año 2022, el ejército ruso empleó por primera vez en combate un misil tipo kinzhal contra una instalación que almacenaba armas en las cercanías del pueblo de Deliatin, región de Ivano-Frankivsk al occidente de Ucrania, lo que ocasionó su destrucción total.
El día 14 de septiembre del 2022 un Khinzal defectuoso cayó a tierra en Stavropol, cerca del pueblo de Kendzhe-Kulak, hiriendo a un bombero y 5 civiles, múltiples imágenes de la ojiva y el cuerpo del misil aparecieron tras el incidente  

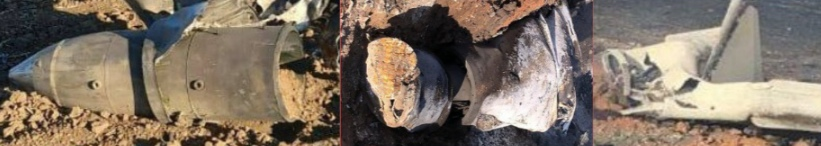
Restos de un KH-47M2 accidentado en Stavropol (2022)

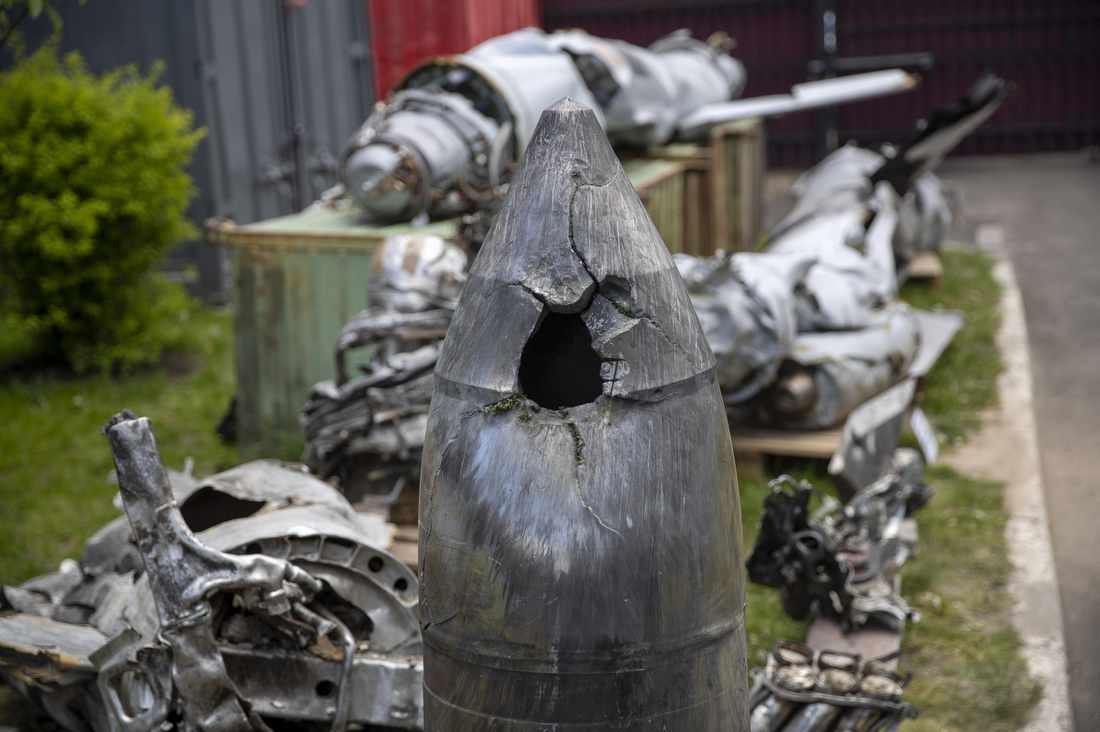
Escombros presentados por Ucrania en mayo de 2023, supuestamente, la ojiva perforante de un misil KH-47M2

El día 4 de mayo del 2023‚ surgieron noticias sobre un supuesto misil Kinzhal lanzado por un MiG-31K que fue derribado sobre Kiev por el sistema antiaéreo estadounidense MIM-104 Patriot.
Inicialmente, el portavoz de la Fuerza Aérea ucraniana, Yuriy Ihnat negó que se hubiera producido un ataque con misiles balísticos sobre Kiev esa noche. Sin embargo, al día siguiente, el comandante Mykola Oleshchuk confirmó la intercepción del Kinzhal. 
Los restos presentados coinciden con los encontrados en Stavropol, particularmente la ojiva penetrante, pieza con la que el alcalde Vitali Klitschko posa en múltiples imágenes. 

## Operadores
- Rusia
- Fuerzas Aeroespaciales de Rusia